# Ajtanízovskaya
Ajtanízovskaya (del ruso: Ахтанизовская) es una stanitsa del raión de Temriuk del krai de Krasnodar del sur de Rusia. Está situada en la península de Tamán, a orillas del limán Ajtanizovski, 24 km al oeste de Temriuk y 150 km al oeste de Krasnodar, la capital del krai. Tenía 3 254 habitantes en 2010
Es cabeza del municipio Ajtanizovskoye, al que pertenecen asimismo Peresyp y Za Ródinu.

## Historia
El asentamiento fue fundado en 1812 por cosacos provenientes de la cuenca del Dniéper. A finales del siglo XIX-principios del XX contaba con 2 151 habitantes. Hasta 1920 pertenecía al otdel de Tamán del óblast de Kubán.

## Economía
Los principales sectores económicos de la población son el vinícola y el de la ganadería para la obtención de leche.

## Personalidades
- Konstantín Prima (1912-1991), periodista y literato soviético.